# かがみの近代美術館

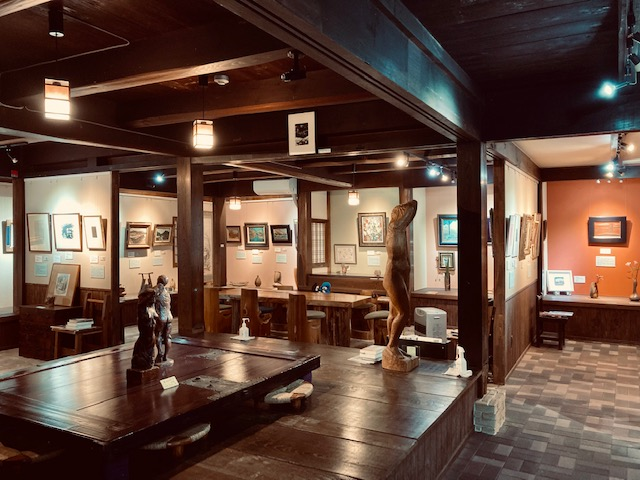

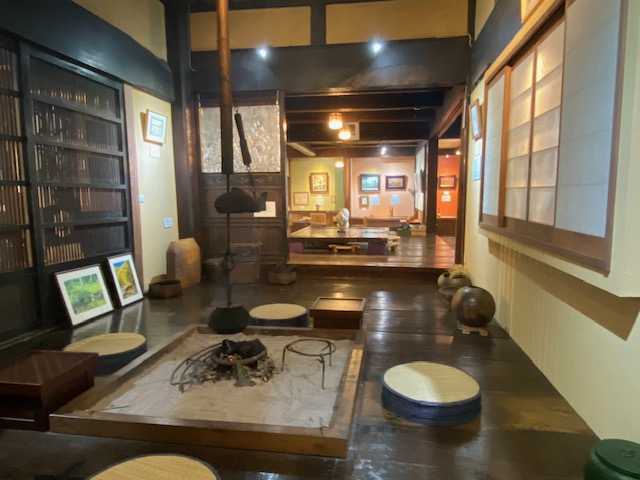

かがみの近代美術館は、岡山県苫田郡鏡野町にある、美作三湯の一つ奥津温泉の江戸時代の紺屋（染物屋）をリノベーションした美術館。
コレクションは、館長の辻本髙廣がサラリーマン時代に蒐集した夭折・未完の画家や異色画家の作品、陶芸（現代陶芸）である。若くして亡くなった画家の作品が主であることから「才能はあった 情熱もあった ただ時間だけが無かった…」
をイメージコピーとしている。

## 概要

### 美術館の意義
かがみの近代美術館では、 一部の画家は再評価されてはいるものの、その多くが忘却の彼方へ置き去りにされようとしている国内の“夭折・未完の画家”を中心に紹介。 館主がサラリーマン時代に収集した不遇の画家たちの顕彰の機会を創出。遺された小さな作品に、来館者に失われた可能性の大きさ、生きる尊さを感じてもらい、残された時間が短かった若い画家たちが“どのように生きようとしたかに思い巡らせる機会を提供している。
また、岡山県の伝統工芸 備前焼の秀作（現代作家を中心）を合わせて展示し、絵画、花、古民家を引き立てながら空間芸術を創り上げている。　

### 古民家リノベーション
美術館の建物（古民家）は、染物屋として建築され、かつては土間に藍染の甕が置かれていたと伝わっており、今日でもこの家は、紺屋（こうや）という屋号で呼ばれる。
建物の特徴としては、この時代では珍しい茅葺総二階の建築で、内部には一尺二寸（36cm）の欅の大黒柱や太い梁が目を引く。
ただ、一階の天井が低いため、畳と床を撤去しアンティーク煉瓦を敷いて美術館に適合する高さを確保している。
畳の下からは今日では見られない大きな栗の一枚板が全面に張られていたため、栗材の一部を使って中央に板の間がつくられている。
また、縁側を陶芸作品の展示台として活用。囲炉裏の間や階段ダンス、栗材の床の間は、出来る限り原型に留めて江戸当時の古民家の風情を残している。
さらに、床の間の隣の押入も床の間風にリフォーム。背景色を 春・夏・秋・冬 をイメージした配色にして視覚効果を高めている。
二階展示場へは、エントランスから階段ダンスを使って上がることができる。

## 主な収蔵作品
- 佐藤清三郎『牛』（素描）
- 岡本帰一『給水塔のある風景』（油彩）
- 佐藤　渓『シルクロード』（油彩）
- 吉田　卓『花』（油彩）
- 津田正周『マルセイユ港』（油彩）
- 田中　保『キャベツ』（1917～20年頃、油彩）
- 金山康喜『裸婦』（素描）
- 前田寛治『トルソ』（素描）
- 柳　敬助『夫人像』（1912年頃、水彩）
- 小熊秀雄『裸婦』（水彩）
- 野田英夫『街』（素描）
- 長谷川利行『牛』（水彩）
- 古賀春江『昭和3年春』（1928年、素描）
- 小出楢重『裸婦』（素描）
- 清水登之『外国風景』（油彩）
- 森　有材『柘榴』（油彩）
- 田中恭吉『光（詩集「月に吠える」）』（木版）
- 青柳喜兵衛『風景』（油彩）
- 坂口右左視『加茂川の秋』（1934年、油彩）
- 谷中安規『月のロケーション』（1935年、木版）
- 佐分　眞『二人の裸婦』（素描）
- 今西中通『風景』（油彩）
- 川上涼花『出湯の女』（水彩）
- 村山知義『女性』（素描）
- 陽　咸二 『裸婦』（水彩）
- 木下雅子『花』（油彩）
- 中川八郎『人物』（素描）
- 島崎鶏二『花束』（素描）
- 松下春雄『風景』（1929年、油彩）
- 野口謙蔵『風景』（素描）
- 加藤太郎『蔵書票』（木版）
- 荒井龍男『陸を望む』（油彩）
- 熊岡美彦『カーニュの山』（1927年、油彩）
- 片多徳郎『風景』（油彩）
- 居串佳一『6月の高井戸景　夕暮』（油彩）
- 山中春雄『並木』（1952年、油彩）
- 菅野圭介『ハイデルベルグの古城』（油彩）
- 長谷川三郎『百合』（1955年、油彩）
- 古茂田守介『作品』（水彩）
- 篠原道生『人物』（1952年、水彩）
- 難波田史男『雪道』（1971年、水彩）
- 上山二郎『巴里風景』（1926年、油彩）
- 瑛　　九『いたずら』（1956年、リトグラフ）
- 四谷十三雄『裸婦』（パステル）
- 大橋了介『巴里風景』（油彩）
- 青山熊治（ドイツ語版）『浜辺』（1929年、油彩）
- 加藤静児『椅子に座る女性』（1920～22年頃、油彩）
- 林　重義『人形』（1925年、油彩）
- 安藤仲太郎『外国風景』（1903年、油彩）
- 白髪一雄『MAGUMA』（1994年、水彩）
- 伊藤久三郎『無題』（油彩）
- 神原　泰『シンガポール・乳房』（1972年　油彩）
- 中原　實『女性』（1958年、絵皿）
- 小泉　清『裸婦』（水彩）
- 横山潤之助『静物』（油彩）
- 桂　ゆき『南の島にて』（油彩）
- 堀内康司『信州風景』（1962年、水彩）
- 原 勝四郎『裸婦』（油彩）
- 長谷川 潾二郎『建物風景』（素描）
- 神谷信子『祝典』（1953年、ガラス絵）
- 中村正義『道』（紙本彩色）
- 竹久夢二『雪山A』（紙本淡彩）
- 小山田二郎『鳥女』（水彩）
- 平野　遼『見つめている少年』（油彩）
- 須田剋太『若人』（1989年、ガッシュ）
- 吉田　博『ブルージュの運河』（木版）
- 備前焼 ･･･ 隠崎隆一、藤原雄

## 沿革
・2018年4月28日　奈良県王寺町より移住した辻本髙廣（館長就任）により岡山県苫田郡鏡野町奥津川西692に「かがみの近代美術館」開館 
・2019年9月21日　館長が総合ディレクターとなり第1回OKUTSU芸術祭を開催（10月20日まで）
・2020年9月12日　館長が総合ディレクターとなり第2回OKUTSU芸術祭を開催（11月23日まで）
・2021年9月11日　館長が総合ディレクターとなり第3回OKUTSU芸術祭を開催（11月21日まで）

。